# 珠穆朗玛峰国家级自然保护区

珠穆朗玛峰国家级自然保护区

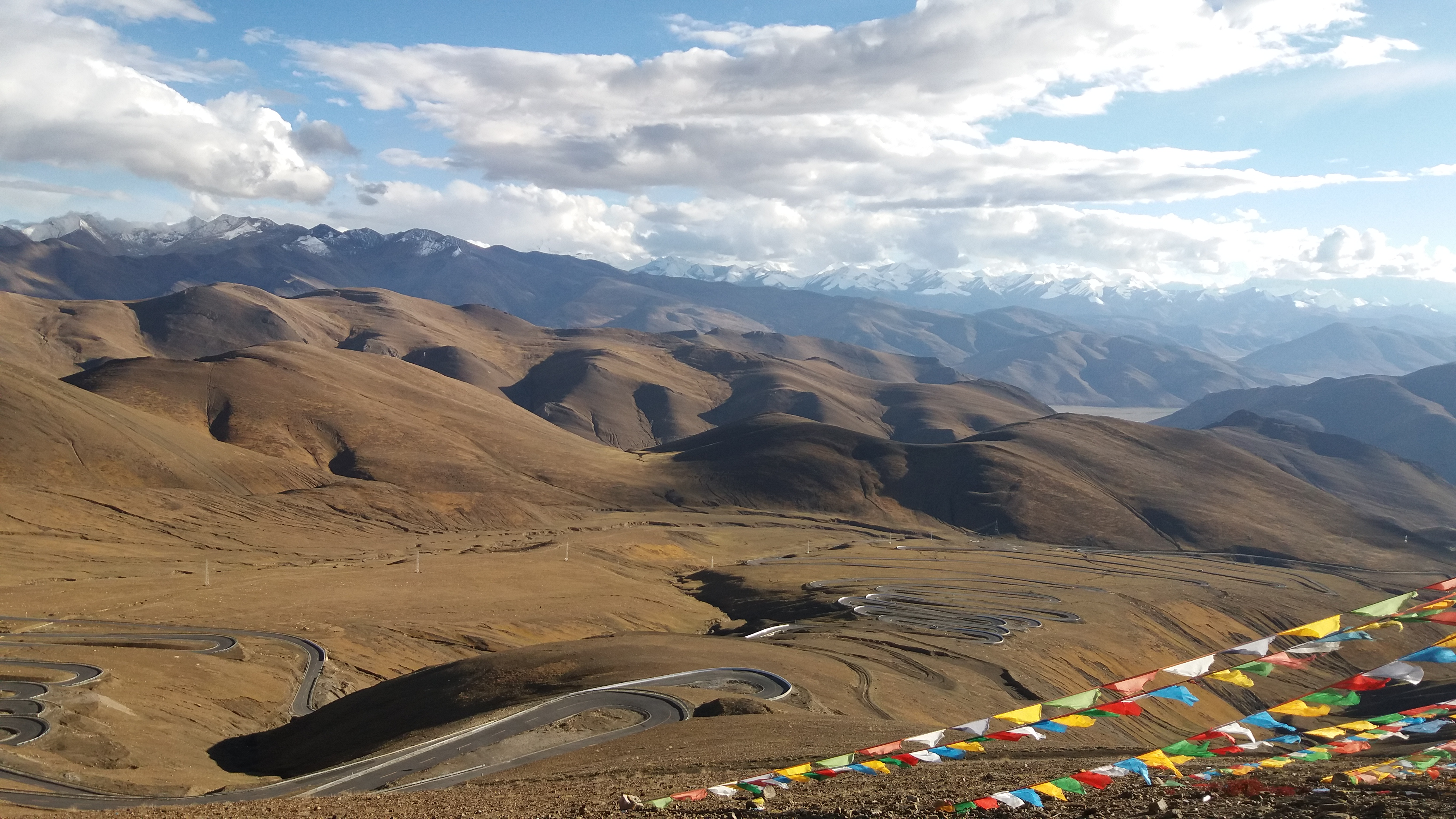
珠穆朗玛峰国家级自然保护区

珠穆朗玛峰国家级自然保护区是中国西藏自治区的一个国家级自然保护区。保护区位于定日、聂拉木、吉隆、定结四县，面积331.8万公顷，人口约8万人。保护区分为核心保护区、科学实验区和经济发展区。核心保护区共有珠穆朗玛、希夏邦马、脱隆沟、绒辖、雪布岗、江村、贡当等7个，分别代表高原灌丛、草原和山地森林生态系统。经济发展区含有区内最大城镇协格尔镇，该镇为保护区管理服务中心所在地。珠穆朗玛峰国家级自然保护区是世界生物圈保护区的一部分。

## 历史
2024年7月31日，为回馈援藏省市对日喀则的长期援助，深化文旅产业合作交流，日喀则市委、市政府定于8月1日起免费向上海市、山东省、吉林省、黑龙江省四地游客开放。